# Temnoma subintegrum
Temnoma subintegrum là một loài rêu trong họ Pseudolepicoleaceae. Loài này được Fulford mô tả khoa học đầu tiên năm 1963.
Danh pháp khoa học của loài này chưa được làm sáng tỏ. 